# District d'Appenzell
Pour les articles homonymes, voir Appenzell (homonymie).
Appenzell est un district du canton d'Appenzell Rhodes-Intérieures en Suisse.
Le chef-lieu du canton, Appenzell, est située dans les deux districts d'Appenzell et de Schwende-Rüte.

## Géographie
La district d'Appenzell s'étend sur 16,86 km2. Lors du relevé de 2013-2018, les surfaces d'habitations et d'infrastructures représentaient 12,5 % de sa superficie, les surfaces agricoles 65,0 %, les surfaces boisées 21,5 % et les surfaces improductives 0,9 %.
Le district d'Appenzell comprend une partie du village d'Appenzell ainsi que les localités de Meiersrüte, Rinkenbach et Kau. Il est entre autres limitrophe de Schwende, Gonten, Schlatt-Haslen et Rüte.

## Démographie

### Évolution de la population
Appenzell compte 5 864 habitants au 31 décembre 2022 pour une densité de population de 348 hab/km2. Sur la période 2010-2019, sa population a augmenté de 1,2 % (canton : 2,8 % ; Suisse : 9,4 %).  

### Pyramide des âges
En 2020, le taux de personnes de moins de 30 ans s'élève à 31,7 %, au-dessous de la valeur cantonale (33,7 %). Le taux de personnes de plus de 60 ans est quant à lui de 28,3 %, alors qu'il est de 26,6 % au niveau cantonal.
La même année, la commune compte 2 963 hommes pour 2 830 femmes, soit un taux de 51,1 % d'hommes, inférieur à celui du canton (51,3 %).
| Hommes | Classe d’âge | Femmes |
| ------ | ------------ | ------ |
| 0,5    | 90 ans ou +  | 1,2    |
| 8,3    | 75 à 89 ans  | 11,0   |
| 18,2   | 60 à 74 ans  | 17,3   |
| 20,9   | 45 à 59 ans  | 21,8   |
| 19,5   | 30 à 44 ans  | 18,1   |
| 18,6   | 15 à 29 ans  | 16,5   |
| 14,0   | - de 14 ans  | 14,2   |

| Hommes | Classe d’âge | Femmes |
| ------ | ------------ | ------ |
| 0,6    | 90 ans ou +  | 1,4    |
| 7,8    | 75 à 89 ans  | 9,4    |
| 17,6   | 60 à 74 ans  | 16,3   |
| 21,2   | 45 à 59 ans  | 21,8   |
| 21,2   | 30 à 44 ans  | 21,8   |
| 18,5   | 15 à 29 ans  | 17,1   |
| 15,8   | - de 14 ans  | 15,9   |